# Nimeta
Dimensions
Le Nimeta est un motoplaneur monoplace.

## Développement
Planeur commandé et financé par Bruno Gantenbrink, c'est actuellement le plus grand motoplaneur monoplace du monde.
Il a été conçu sur la base d'un fuselage de Schempp-Hirth Nimbus 4M et de la voilure de l'ETA. Il adopte deux paires d'aérofreins du fait de sa grande voilure.

## Accident
Le 17 mai 2012, cette machine a perdu son aile en virage. Le pilote a pu évacuer la machine, mais le planeur est perdu.
L'accident s'est produit à la VNE, pendant une sortie d'aérofrein. La voilure s'est rompue.

## Référence
1. ↑  « Annonce du crash », sur volavoile.net

- Glasfaser-Flugzeug-Service GmbH Hansjörg Streifeneder fabricant du NIMETA
- Revue Aerokurier de septembre 2009
- EASA A.131 Eta